# Roșu venețian
Roșu venețian este un pigment luminos și cald (oarecum nesaturat), care este o nuanță mai închisă de roșu, derivat din oxid feric aproape pur (Fe2O3) de tip hematit. Versiunile moderne sunt realizate frecvent cu oxid de fier roșu sintetic.
Din punct de vedere istoric, roșu venețian a fost o culoare roșie de pământ folosită adesea în picturile renascentiste italiene. A fost numită și sinopie, deoarece pigmentul de cea mai bună calitate provine din portul Sinop din nordul Turciei. A fost ingredientul major al pigmentului numit cinabrese, descris de pictorul și scriitorul italian Cennino Cennini în secolul al XV-lea, în manualul său de pictură, Il libro dell'arte. Cennini a recomandat amestecarea de roșu venețian cu var alb, în proporții de două la unu, pentru a picta tonurile fețelor, mâinilor și nudurilor.
În timpul Războiului civil englez (1642–1651), culoarea uniformei principale a armatei a fost roșu-venețian, pentru a ușura identificarea reciprocă pe câmpul de luptă. În plus, roșul venețian era mai ieftin decât alți coloranți la vremea respectivă. După război, această practică a fost continuată de armata britanică, dând soldaților săi porecla de „hainele roșii”, în secolele al XVIII-le și al XIX-lea. Roșu-venețian a fost înlocuit cu kaki în rândul armatei britanice în anii 1890.
Prima utilizare înregistrată a culorii roșu-venețian în limba engleză a fost în 1753.

## Galerie

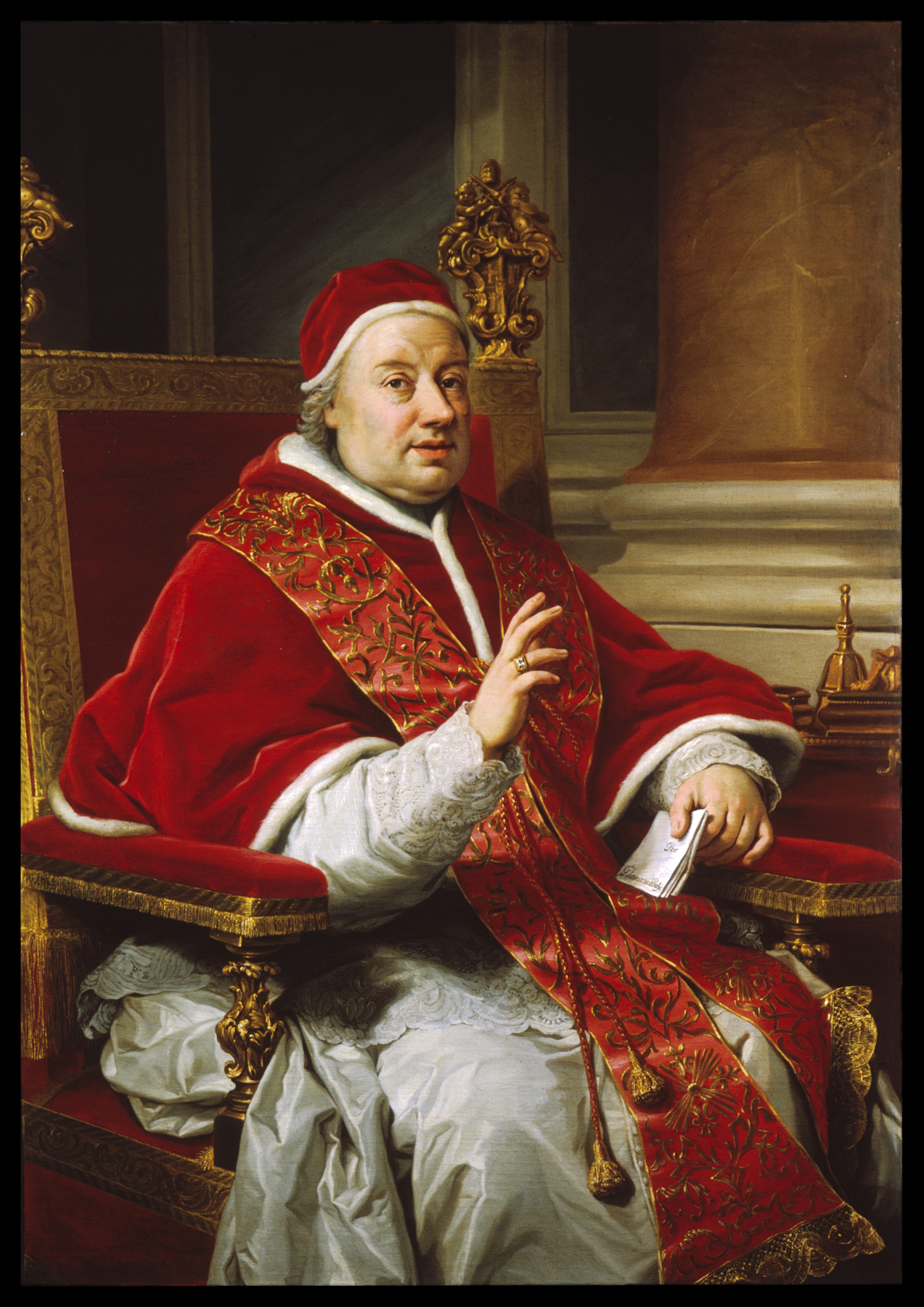
Papa Clement al XIII-lea, de Anton Raphael Mengs, 1759
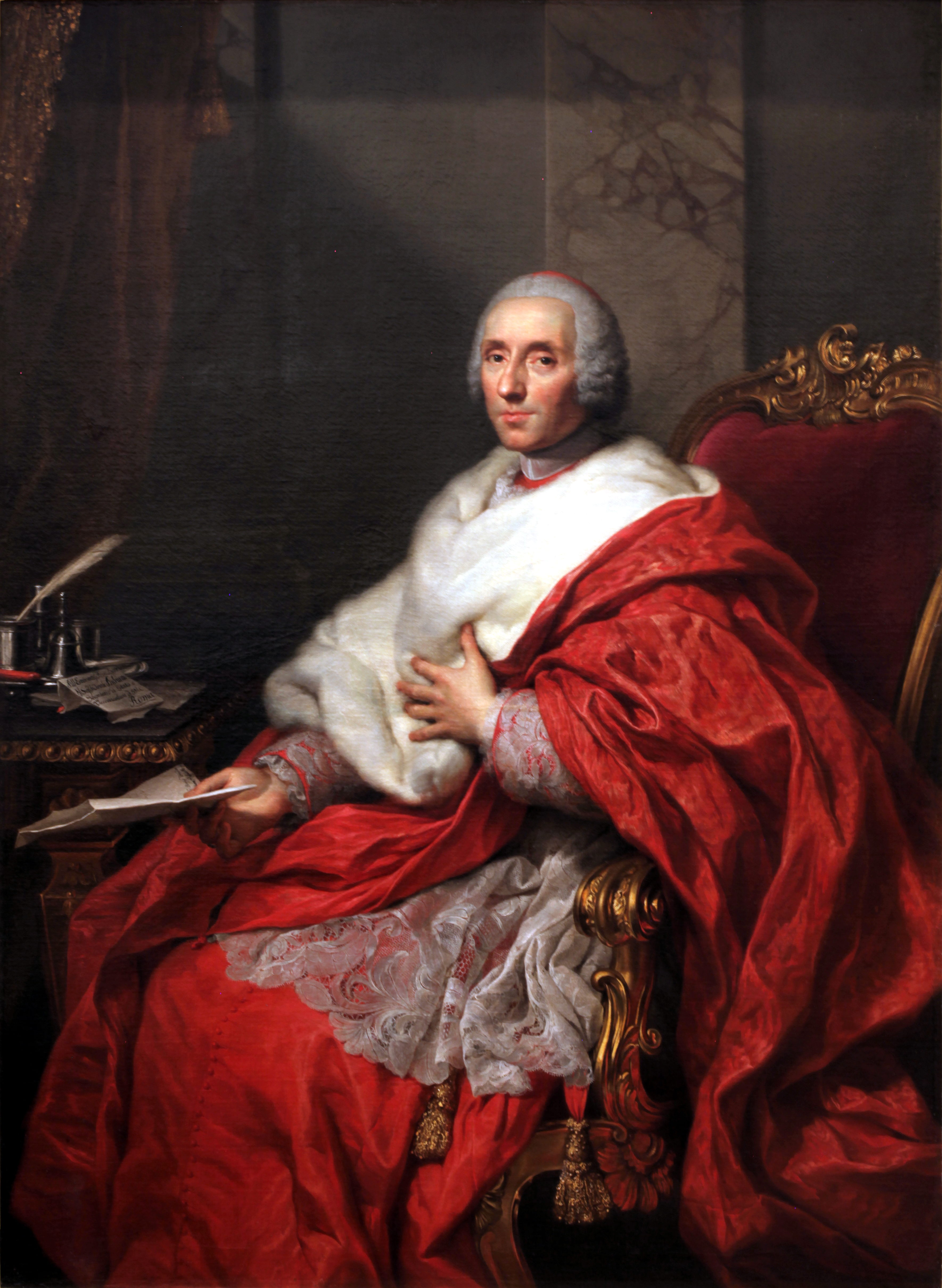
Cardinalul Alberico Archinto, de Anton Raphael Mengs, 1756/1757
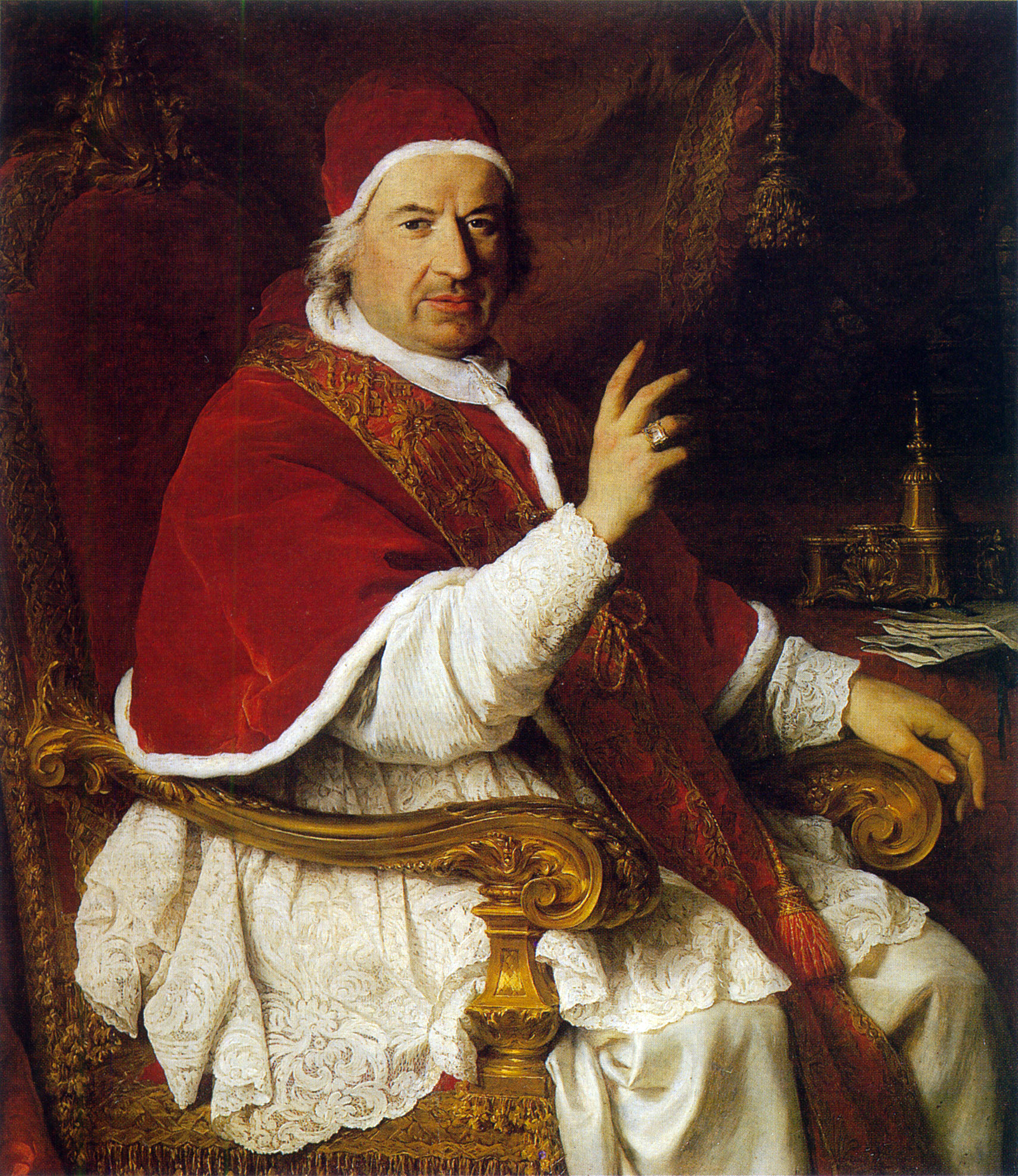
Papa Benedict al XIV-lea, de Pierre Subleyras, 1741
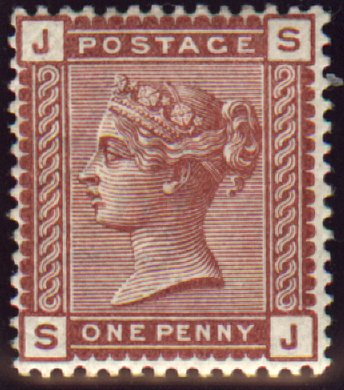
Timbru britanic emis în 1880 cu culoare roșu vențian.
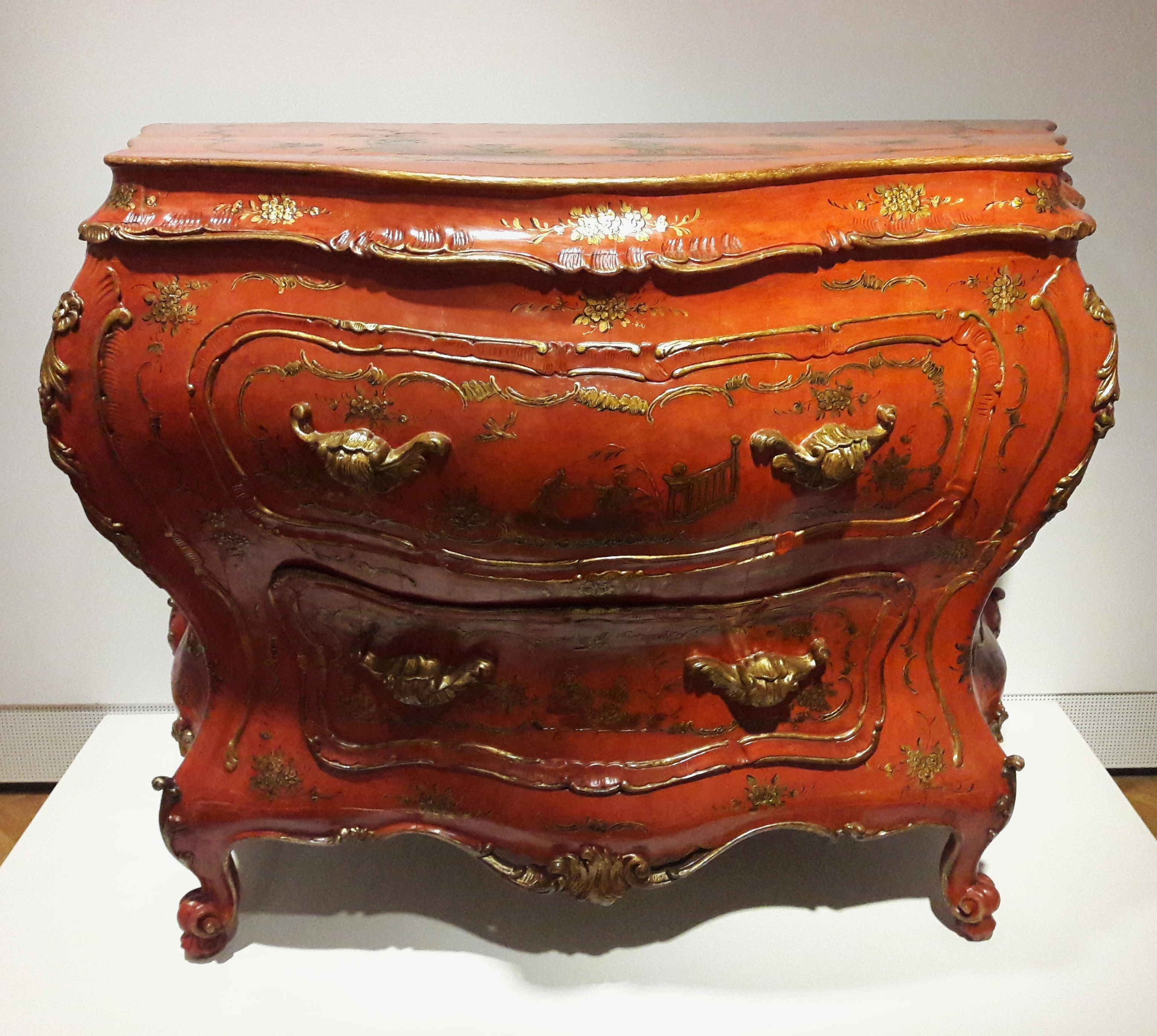
Comodă rococo roșu venețian, sec. XVIII